# غاري جونسون (لاعب كرة قدم بريطاني)
غاري جونسون (بالإنجليزية: Gary Johnson)‏ (14 سبتمبر 1959 في المملكة المتحدة - ) هو لاعب كرة قدم بريطاني في مركز الهجوم. لعب مع تشيلسي ونادي برينتفورد ونادي ألدرشوت ونادي ليذرهيد ونادي رينجرز ‏.

## وصلات خارجية
- غاري جونسون على موقع قاعدة بيانات كرة القدم.إي يو (الإنجليزية)